# Championnat de Dominique de football 2021
Navigation
Édition précédente Édition suivante
La saison 2021 du championnat de Dominique de football est la soixante-dixième édition de la National Premier League, le championnat de première division en Dominique. Les dix meilleures équipes de l'île sont regroupées en une poule unique.
South East est le double tenant du titre.
Cette saison est de nouveau marquée par la pandémie de Covid-19 qui frappe le pays et amène à l'arrêt prématuré du championnat.

## Les équipes participantes
| \| Bath Dublanc East Central Harlem LA Stars Middleham Pointe Michel Portsmouth South East WE United \| Localisation des équipes engagées. |
| Bath Dublanc East Central Harlem LA Stars Middleham Pointe Michel Portsmouth South East WE United                                          |

| Club               | Classement 2020      | Ville         |
| ------------------ | -------------------- | ------------- |
| South East         | Champion             | La-Plaine     |
| Bath Estate        | 2e                   | Roseau        |
| Portsmouth Bombers | 3e                   | Portsmouth    |
| Harlem United      | 4e                   | Newtown       |
| Dublanc FC         | 5e                   | Dublanc       |
| WE United          | 6e                   | Castle-Bruce  |
| Pointe Michel      | 7e                   | Pointe-Michel |
| East Central       | 8e                   | Mahaut        |
| Middleham United   | 3e de First Division | Cochrane      |
| LA Stars FC        | 4e de First Division | La-Plaine     |

Légende des couleurs
- Tenant du titre
- Promu de First Division

## Compétition
Le barème utilisé pour établir le classement est le suivant :
- Victoire : 3 points
- Match nul : 1 point
- Défaite : 0 point

### Classement
| Rang | Équipe             | Pts | J  | G  | N | P  | Bp | Bc | Diff |
| ---- | ------------------ | --- | -- | -- | - | -- | -- | -- | ---- |
| 1    | Dublanc FC         | 38  | 14 | 12 | 2 | 0  | 34 | 12 | +22  |
| 2    | Bath Estate        | 31  | 13 | 10 | 1 | 2  | 33 | 11 | +22  |
| 3    | South East T       | 28  | 12 | 8  | 4 | 0  | 28 | 13 | +15  |
| 4    | Portsmouth Bombers | 18  | 14 | 5  | 3 | 6  | 19 | 21 | -2   |
| 5    | Harlem United      | 16  | 14 | 5  | 1 | 8  | 19 | 19 | 0    |
| 6    | WE United P        | 16  | 13 | 5  | 1 | 7  | 18 | 24 | -6   |
| 7    | Middleham United   | 14  | 12 | 4  | 2 | 6  | 11 | 24 | -13  |
| 8    | Pointe Michel      | 12  | 12 | 3  | 3 | 6  | 14 | 27 | -13  |
| 9    | East Central P     | 7   | 13 | 2  | 1 | 10 | 15 | 23 | -8   |
| 10   | LA Stars FC        | 5   | 13 | 1  | 2 | 10 | 10 | 27 | -17  |

|  | Champion et qualification pour le Caribbean Club Shield 2022 |
|  | Qualification pour le barrage de promotion-relégation        |
|  | Relégation en First Division                                 |
|  | T : Tenant du titre P : Promu de First Division              |

## Bilan de la saison
| Championnat de Dominique de football 2021 |                   |
| Champion                                  | Titre non décerné |
| Qualifications continentales              |                   |
| Caribbean Club Shield 2022                | South East FC     |